# 新小岩公園
新小岩公園（しんこいわこうえん）は、東京都葛飾区西新小岩にある区立公園である。

## 概要
当公園はもともと大同製鋼（現大同特殊鋼）の工場があった。工場閉鎖後は、跡地には現在公園や都営アパート（西新小岩一丁目アパート）などが建てられている。
当公園は1985年に開園し、スポーツ広場や多目的広場などが備わった公園として整備された。公園の西側は荒川が流れ、大規模な災害時には避難拠点として機能するよう防災設備も整えられている。
また園内には和室と庭園などが備えなれた「和楽亭」という施設があり、地元のサークルなどで使われている。
2016年から東京東部低平地「防災高台整備事業」の第1弾として嵩上げ工事が始まる予定だったが、10年かけて中央新幹線の残土などを利用して嵩上げする方針に反対の声が上がり、さらに事業者の応募が無く、再公募も断念し頓挫した。葛飾区は別の方法で防災化を進めるとしている。

## 主な施設
- スポーツ広場（野球場が2面とれる）
- ファミリー広場
- 自由広場
- 多目的広場
- 水の広場
- 和楽亭

## アクセス
- JR総武線（快速・各駅停車）新小岩駅北口より徒歩6分。なお、当公園はJR線の線路沿いにあるので、車内からでも確認できる。

## 利用時間など
- 公園は常時開園。入場は無料。
- 団体でのスポーツ広場や和楽亭の利用については問い合わせ。（和楽亭の利用時間は9:00～17:00までで月曜日(月曜日が祝日の時は翌日)、年末年始(12月28日～1月4日)

が休館。）